# Månfältblomfluga
Månfältblomfluga (Eupeodes luniger) är en tvåvingeart som först beskrevs av Johann Wilhelm Meigen 1822.  Månfältblomfluga ingår i släktet fältblomflugor, och familjen blomflugor. Arten är reproducerande i Sverige. Inga underarter finns listade i Catalogue of Life.

## Bildgalleri

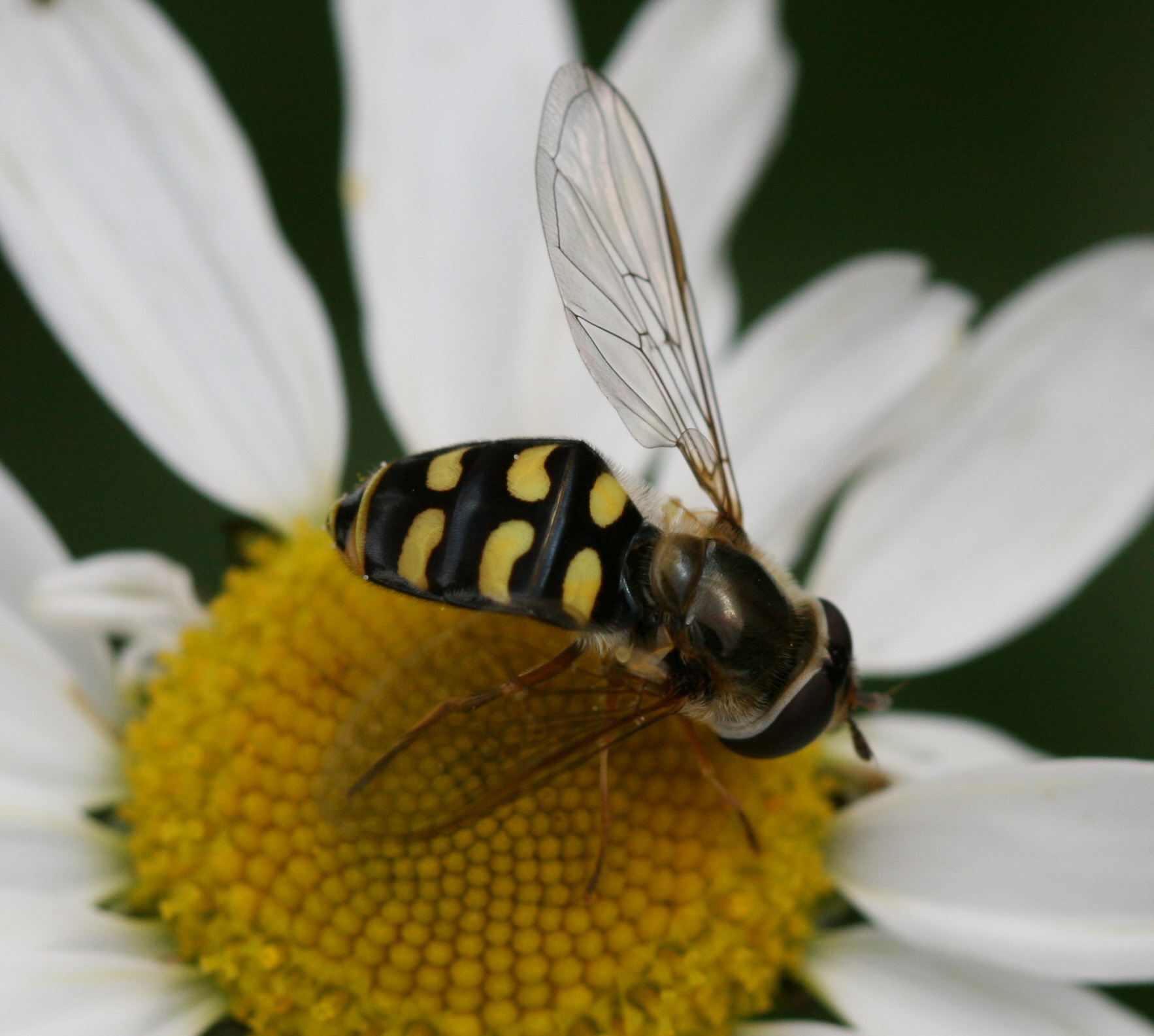
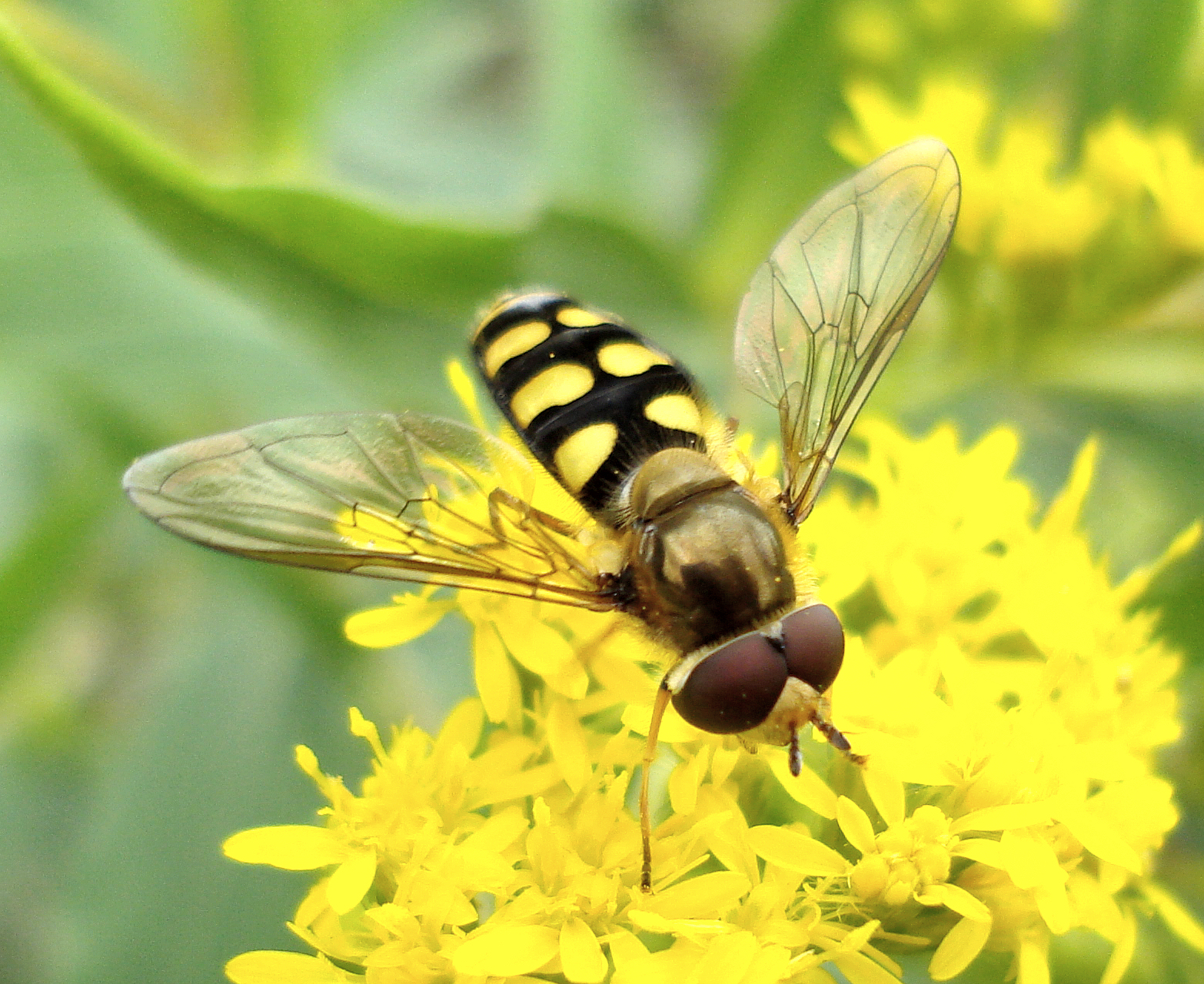
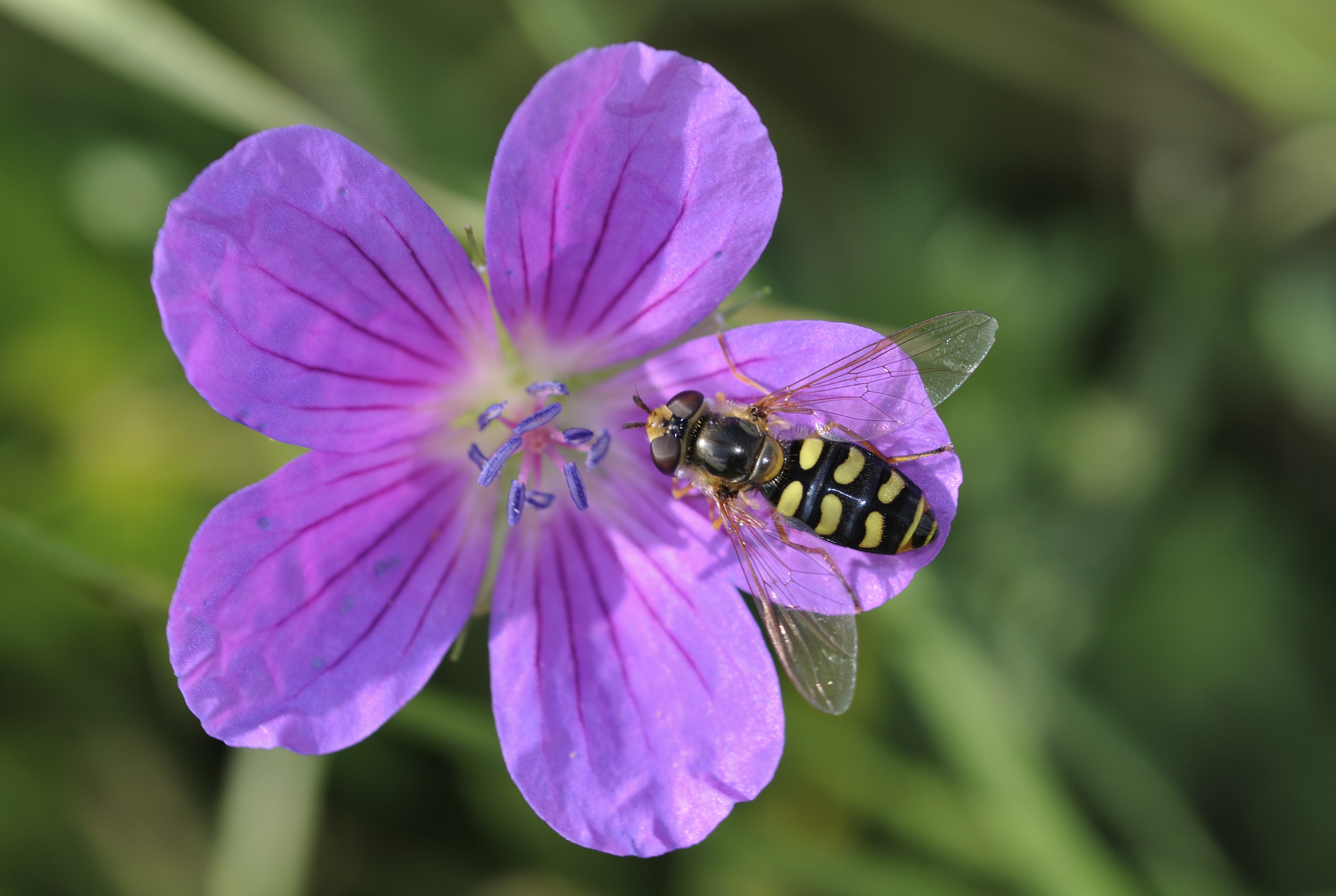
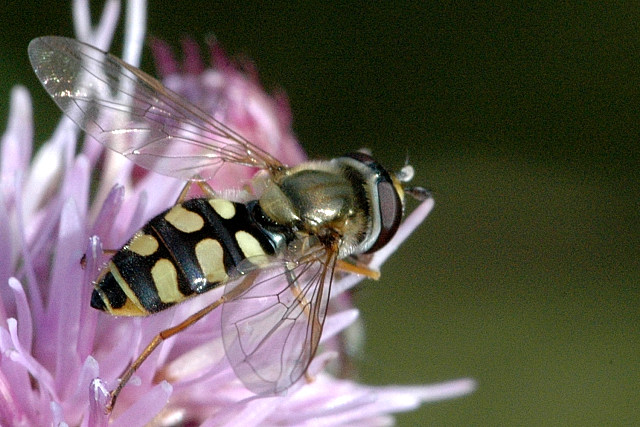
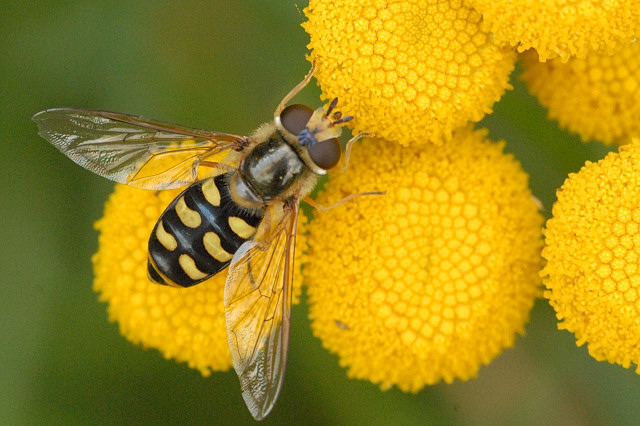
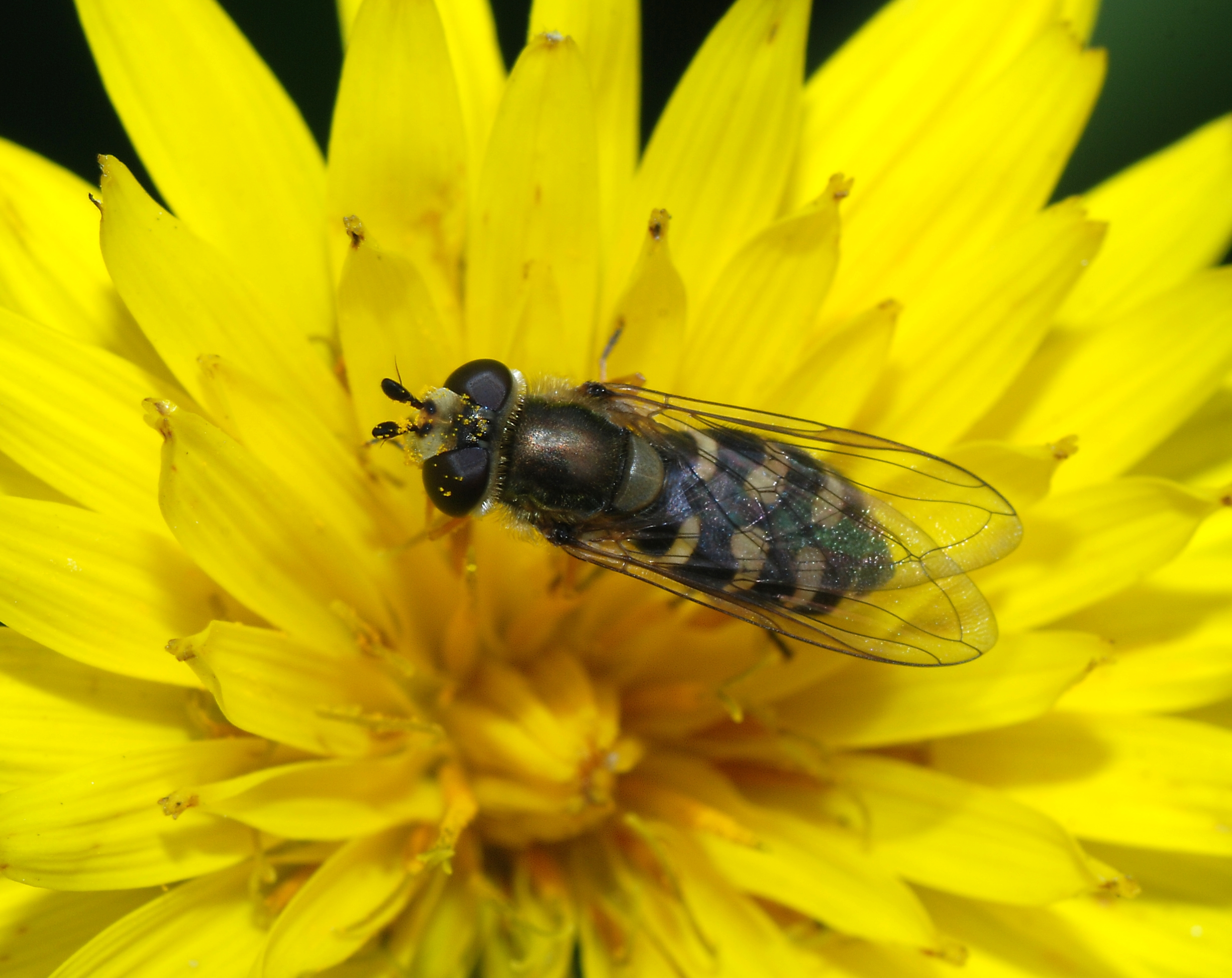